# Prečnik
Prečnik (italijansko Precenico, Precenico di Comeno) je naselje občine Devin - Nabrežina v Furlaniji-Julijski krajini. Prečnik se nahaja na nadmorski višini 218 metrov. Zaselek se nahaja 1,4 km severno od kraja Šempolaj in 2 km vzhodno-jugovzhodno od kraja Mavhinje, v bližini meje s Slovenijo.
Kraj je sestavljen iz dveh ločenih zaselkov, imenovanih Donji Prečnik (Precenico Inferiore, s 56 prebivalci) in Gornji Prečnik (Precenico Superiore, z 48 prebivalci), ki se nahajata na dveh bližnjih gričih, nekaj sto metrov od nekdanjega italijansko-slovenskega mejnega prehoda Šempolaj. Obe središči prečka provincialna cesta, ki povezuje Mavhinje s Šempolajem. Naseljen je pretežno s slovensko govorečim prebivalstvom.
Na pol poti med krajema stoji spomenik v spomin na partizanski boj.
Okoli mesta najdemo številne poti, ena od njih vodi po Via Gemina, ki je v času starih Rimljanov povezovala Oglej z Reko. Gozd, ki obdaja kraj, ima tipične kraške značilnosti. Južno od Donjega Prečnika ob podeželski cesti je znana slovenska gostilna Sardoč.

## Zgodovina
Kraj je prvič omenjen v devinskem urbarju leta 1494. V bližini najdemo tudi kamnito ploščo z gravuro v latinščini, ki sega v 17. stoletje. V mestu je bil po koncu nemške okupacije sedež Osvobodilnega odbora.